# Saint-Romain (Côte-d’Or)
Saint-Romain település Franciaországban, Côte-d’Or megyében. Lakosainak száma 200 fő (2022. január 1.). Saint-Romain Montceau-et-Écharnant, Monthelie, Auxey-Duresses, Baubigny, Cussy-la-Colonne, Meloisey, Volnay és Val-Mont községekkel határos.

## Népesség
A település népessége az elmúlt években az alábbi módon változott:
| Lakosok száma | 323  | 250  | 241  | 243  | 223  | 221  | 220  | 220  | 212  | 200  |
|               | 1968 | 1982 | 1990 | 2006 | 2013 | 2015 | 2017 | 2019 | 2020 | 2022 |